# دانیلو ریبریو
دانیلو ریبریو دوس سانتوس ریبریو مشهور به دانیلو ریبریو یا دانیلو گویانو(۲۱ فوریه ۱۹۸۳
گویانیا)بازیکن فوتبال اهل برزیل است که در تیم فوتبال شهرداری تبریز بازی میکند.